# Guerra russo-turca (1828-1829)
La Guerra Russo-Turca de 1828-1829 va ser un conflicte bèl·lic entre l'Imperi Rus i l'Imperi Otomà a partir de la lluita grega per la independència.

## Antecedents
La guerra va esclatar quan el Sultà, enfurit per la participació russa a la batalla de Navarino, va tancar els Dardanels al trànsit de vaixells russos i va revocar la Convenció d'Akkerman (1826).

## La guerra

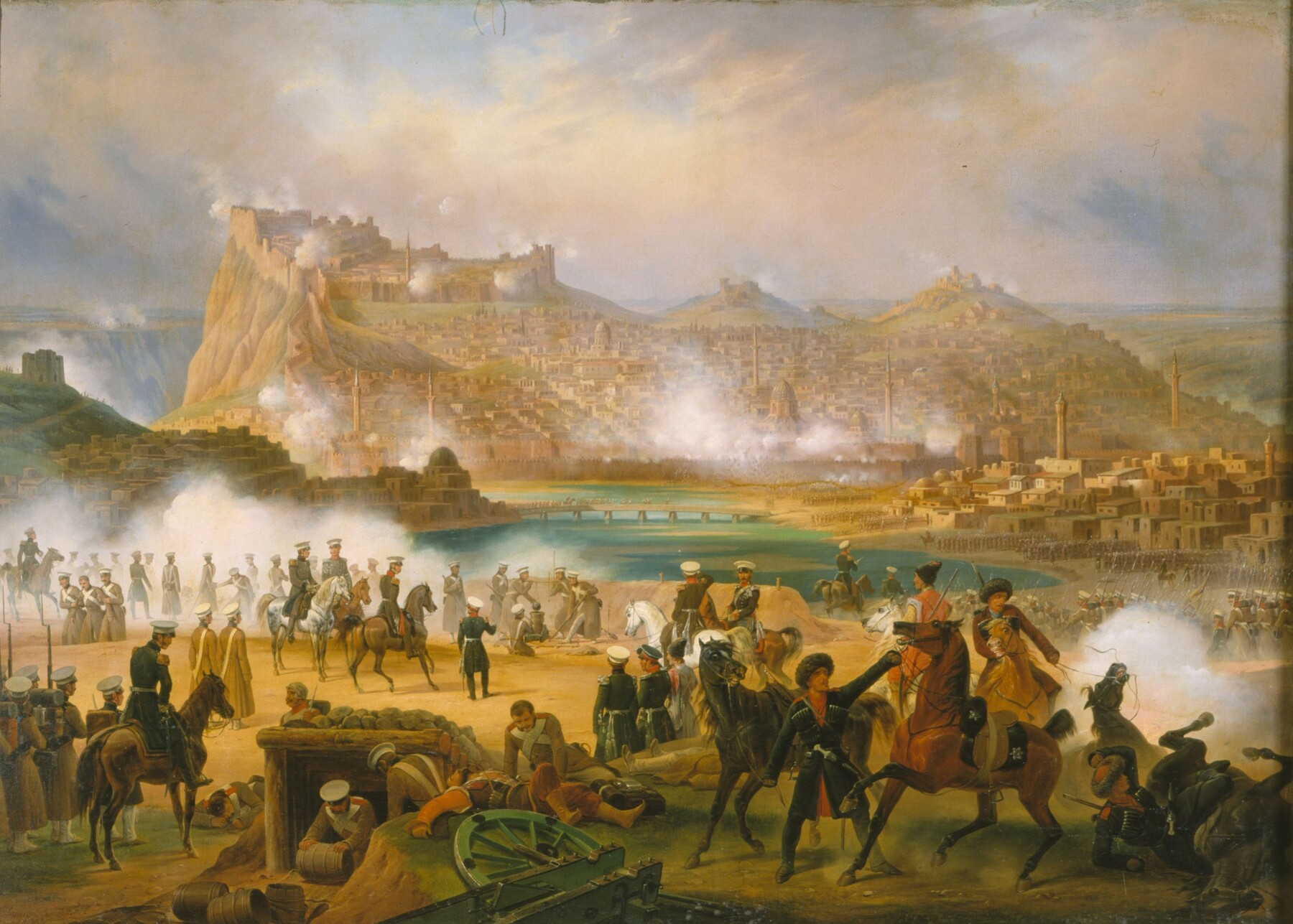
Els assassinats de Kars 1828, de January Suchodolski

Al començament de les hostilitats l'exèrcit rus de 100.000 homes era comandat per l'emperador Nicolau I, i les forces otomanes estaven al comandament d'Hussein Pasha. A l'abril i maig de 1828 el rus comandant en cap, el príncep Peter Wittgenstein, va entrar als principats de Valaquia i Moldàvia i al juny la força principal dirigida per l'emperador va creuar el Danubi.
Els russos van assetjar tres ciutadelles otomanes clau en l'actual Bulgària: Shumla, Varna i Silistra, i amb el suport de la Flota del Mar Negre d'Aleksey Greig, Varna va ser capturada el 29 de setembre, però la campanya va resultar ser un desastre per a Rússia, ja que les seves tropes van haver de retirar-se a Moldàvia amb grans pèrdues sense haver capturat Shumla i Silistra.
A mesura que s'apropava l'hivern, l'exèrcit rus es va veure obligat a abandonar Shumla i retirar-se a Bessaràbia. Al febrer de 1829 Wittgenstein va ser substituït per Hans Karl von Diebitsch, i el Tsar va deixar l'exèrcit i va marxar a Sant Petersburg. El 7 de maig, 60.000 soldats dirigits per von Diebitsch al socors de Varna va ser derrotat en la batalla de Kulevicha el 30 de maig, i el 19 de juny Silistra va caure a mans dels russos. Mentrestant, Iván Paskevich va avançar cap al front del Caucas derrotat als turcs a la batalla d'Akhalzic i va capturar Kars i Erzurum.
El juliol Diebitsch va posar en marxa l'ofensiva i 35.000 russos en camí cap a Constantinoble, capturant Burgàs, i el reforç de Turquia va ser derrotat prop de Sliven el 31 de juliol. El 22 d'agost, els russos havien pres Adrianòpolis.

## Conseqüències
La guerra va finalitzar amb el Tractat d'Adrianòpolis, i va suposar una important victòria de l'Imperi Rus i un pas més en la decadència de l'Imperi Otomà. Rússia va obtenir la major part de la costa oriental de la Mar Negre i la desembocadura del Danubi. Turquia va reconèixer la sobirania russa a Geòrgia i part de l'actual Armènia. A Rússia se li permetia ocupar Moldàvia i Valàquia fins que Turquia pagués una forta indemnització. També Sèrbia va aconseguir l'autonomia. El problema dels Estrets es va liquidar quatre anys més tard, quan les dues potències van signar el Tractat d'Unkiar Skelessi.